# Deer Lodge County
Deer Lodge County ist ein County im Bundesstaat Montana der Vereinigten Staaten. Der Verwaltungssitz (County Seat) ist in Anaconda.

## Demografische Daten
Nach der Volkszählung im Jahr 2000 lebten im County 9.417 Menschen. Es gab 3.995 Haushalte und 2.524 Familien. Die Bevölkerungsdichte betrug 5 Einwohner pro Quadratkilometer. Ethnisch betrachtet setzte sich die Bevölkerung zusammen aus 95,87 % Weißen, 0,17 % Afroamerikanern, 1,77 % amerikanischen Ureinwohnern, 0,36 % Asiaten, 0,01 % Bewohnern aus dem pazifischen Inselraum und 0,18 % aus anderen ethnischen Gruppen; 1,64 % stammten von zwei oder mehr ethnischen Gruppen ab. 1,65 % der Bevölkerung waren spanischer oder lateinamerikanischer Abstammung.
Von den 3.995 Haushalten hatten 25,80 % Kinder und Jugendliche unter 18 Jahre, die bei ihnen lebten. 50,00 % waren verheiratete, zusammenlebende Paare, 9,40 % waren allein erziehende Mütter. 36,80 % waren keine Familien. 33,40 % waren Singlehaushalte und in 16,70 % lebten Menschen im Alter von 65 Jahren oder darüber. Die Durchschnittshaushaltsgröße betrug 2,26 und die durchschnittliche Familiengröße lag bei 2,84 Personen.
Auf das gesamte County bezogen setzte sich die Bevölkerung zusammen aus 22,50 % Einwohnern unter 18 Jahren, 7,90 % zwischen 18 und 24 Jahren, 24,00 % zwischen 25 und 44 Jahren, 26,80 % zwischen 45 und 64 Jahren und 18,80 % waren 65 Jahre alt oder darüber. Das Durchschnittsalter betrug 42 Jahre. Auf 100 weibliche Personen kamen 99,80 männliche Personen, auf 100 Frauen im Alter ab 18 Jahren kamen statistisch 97,30 Männer.

Das jährliche Durchschnittseinkommen eines Haushalts betrug 26.305 USD, das Durchschnittseinkommen der Familien betrug 36.158 USD. Männer hatten ein Durchschnittseinkommen von 27.230 USD, Frauen 18.719 USD. Das Prokopfeinkommen betrug 15.580 USD. 15,80 % der Bevölkerung und 11,60 % der Familien lebten unterhalb der Armutsgrenze. 21,40 % davon waren unter 18 Jahre und 9,80 % waren 65 Jahre oder älter.

## Geschichte
32 Bauwerke und Stätten des Countys sind im National Register of Historic Places eingetragen (Stand 8. Februar 2018).
Die Wähler des Countys haben seit der Wahl 1928 stets mehrheitlich Präsidentschaftskandidaten der Demokraten gewählt. Zuletzt erreichte bei der Wahl 1924 ein Republikaner, Calvin Coolidge, hier einen Vorsprung von 19 Stimmen gegenüber den Progressiven Robert La Follette. Während Barack Obama das County 2008 und 2012 noch mit je 32 Prozentpunkten Vorsprung gewonnen hatte, gewann Hillary Clinton das ganz überwiegend von gering ausgebildeten Weißen bewohnte County mit nur sieben Prozentpunkten Vorsprung gegenüber dem Republikaner Donald Trump, dessen politische Botschaft bei vielen Wählern dieser demographischen Gruppe erfolgreich war.

## Orte im Deer Lodge County
Im Deer Lodge County liegt eine Gemeinde, die den Status einer City besitzt.
City
- Anaconda

Unincorporated Communities
- Galen
- Warm Springs

## Schutzgebiet
- Anaconda Smoke Stack State Park